# Urothemis rendalli
Urothemis rendalli är en trollsländeart som beskrevs av Kirby 1898. Urothemis rendalli ingår i släktet Urothemis och familjen segeltrollsländor. Inga underarter finns listade i Catalogue of Life.